# STS-30
STS-30 byla mise raketoplánu Atlantis. Celkem se jednalo o 29. misi raketoplánu do vesmíru a 4. pro Atlantis. Cílem letu bylo vypuštění vesmírné sondy Magellan, určené k výzkumu Venuše.

## Posádka
- David M. Walker (2) velitel
- Ronald J. Grabe (2) pilot
- Norman E. Thagard (3) letový specialista
- Mary L. Cleaveová (2) letový specialista
- Mark C. Lee (1) letový specialista

V závorkách je uvedený dosavadní počet letů do vesmíru včetně této mise.